# Pregabaline
Pregabaline (INN) of (S)-3-aminomethyl-5-methyl-hexaanzuur is een γ-aminozuur dat verwant is aan de neurotransmitter γ-aminoboterzuur (GABA). Het is een middel met een anti-epileptische werking. Het medicijn wordt wegens zijn euforisch effecten ook gebruikt als drug.

## Geschiedenis
Pregabaline werd ontwikkeld als een opvolger van gabapentine aan de Northwestern University in Evanston (Illinois) door professor Richard Bruce Silverman en medewerkers, met steun van de Warner-Lambert Company. Warner-Lambert is in 2000 overgenomen door Pfizer. Pfizer heeft pregabaline op de markt gebracht met als merknaam Lyrica.
In de Europese Unie is Lyrica toegelaten sedert 6 juli 2004.
In de Verenigde Staten werd Lyrica door de Food and Drug Administration voor het eerst toegelaten op 30 december 2004. In 2007 werd Lyrica er ook toegelaten voor de behandeling van fibromyalgie.
In 2009 betaalde Pfizer een boete van 2,3 miljard dollar om een einde te maken aan klachten over medische fraude die tegen het bedrijf liepen.
In November 2018 oordeelde het Hooggerechtshof van het Verenigd Koninkrijk dat er onvoldoende bewijs is dat pregabaline effectief is voor de behandeling van neuropatische pijn.

## Indicaties
- Neuropathische pijnen veroorzaakt door beschadiging van zenuwen, zowel van het centrale als het perifere zenuwstelsel, onder meer veroorzaakt door diabetes, gordelroos of ruggenmergletsel.
- Gegeneraliseerde angststoornis.
- Epilepsie: als aanvullende behandeling als andere anti-epileptica niet volstaan.
- Rusteloze benen (RLS): alfa-2-delta-liganden zijn nu de middelen van eerste keus bij chronische RLS.[9]

## Werking
De chemische structuur van pregabaline gelijkt op die van gamma-aminoboterzuur (GABA), maar de werking van het middel is daarmee niet vergelijkbaar. Pregabaline is noch een antagonist noch een agonist van GABA-receptoren. Pregabaline bindt zich in het centrale zenuwstelsel aan een auxiliaire subeenheid van spanningsafhankelijke calciumkanalen. Daardoor vermindert het de neuronale gevoeligheid. Het vermindert ook de afgifte van verschillende neurotransmitters, waaronder substantie P, glutamaat en noradrenaline. Het exacte werkingsmechanisme van pregabaline is nog niet duidelijk.

## Bijwerkingen
De volgende bijwerkingen kunnen optreden:
Zeer vaak (> 10%): slaperigheid, duizeligheid, hoofdpijn.
Vaak (1-10%): euforie, verwarring, irritatie, desoriëntatie, slapeloosheid, afgenomen libido, ataxie, abnormale coördinatie, tremor, dysartrie, amnesie, geheugenstoornis, concentratiestoornis, paresthesie, hypo-esthesie, sedatie, evenwichtsstoornis, lethargie, wazig zien, diplopie, vertigo, misselijkheid, braken, diarree, droge mond, obstipatie, flatulentie, spierkramp, artralgie, rugpijn, pijn in ledematen, cervicale spasme, erectiele disfunctie, (perifeer) oedeem, vallen, dronken gevoel, vermoeidheid, gewichtstoename.
Soms (0,1-1%): neutropenie, overgevoeligheid, nasofaryngitis, anorexie, hypoglykemie, depersonalisatie, anorgasmie, rusteloosheid, depressie, agitatie, opgewekte stemming, agressie, stemmingsschommelingen, hallucinaties, abnormale dromen, toegenomen libido, paniekaanvallen, apathie, nystagmus, stupor, syncope, myoclonus, verlies van bewustzijn, cognitieve functiestoornis, geestelijke achteruitgang, spraakstoornis, hyporeflexie, hyperesthesie, brandend gevoel, ageusie, malaise, dyskinesie, psychomotorische hyperactiviteit, abnormaal zien, oogzwelling, gezichtsvelddefecten, oogpijn, asthenopie, fotopsie, droge ogen, toegenomen traanvorming, oogirritatie, hyperacusis, tachycardie, eerstegraads AV-blok, sinusbradycardie, hartfalen, hypotensie, hypertensie, blozen, opvliegers, koude rillingen, dyspneu, epistaxis, hoesten, rinitis, snurken, verstopte neus, droge neus, toegenomen speekselproductie, gastro-oesofageale refluxziekte, orale hypo-esthesie, transpiratie, jeuk, urticaria, papuleuze huiduitslag, zwelling van gewrichten, spierpijn, nekpijn, spierstijfheid, dysurie, urine incontinentie, vertraagde ejaculatie, seksuele disfunctie, dysmenorroe, borstpijn, gezichtsoedeem, koorts, vallen, pijn, beklemd gevoel op de borst, dorst, asthenie, gestegen ALAT en ASAT, gestegen creatine kinase in bloed, verhoogde glucosespiegel, afname van bloedplaatjes, verhoogde creatininewaarde in bloed, verlaagde kaliumspiegel, gewichtsafname.
Zelden (0,01-0,1%): allergische reacties, angio-oedeem, afname van inhibitie, toevallen, parosmie, dysgrafie, verlies van gezichtsvermogen, keratitis, oscillopsie, afwijkende diepteperceptie, mydriase, strabisme, rigor, toegenomen stemming, hypokinesie, QT-verlenging, sinusaritmie, -tachycardie, longoedeem, toegeknepen keel, slikstoornis, ascites, pancreatitis, gezwollen tong, geelzucht, Stevens-Johnsonsyndroom, angstzweet, rabdomyolyse, oligurie, nierfalen, urineretentie, amenorroe, galactorroe, borstvergroting, gynaecomastie, leukopenie.
Zeer zelden (< 0,01%): leverfalen, hepatitis.
Verder zijn gemeld: hartfalen, gevallen van encefalopathie en van misbruik. Na staken na langdurige behandeling zijn onthoudingsverschijnselen (die doen denken aan fysieke afhankelijkheid) gemeld; deze zijn mogelijk dosisgerelateerd.